# الأمبروسيان
الأمبروسيان هم عبارة عن مجموعة أعضاء من واحدة من الفرق الدينية التي نشأت في عدة أوقات من القرن الرابع عشر في أحياء وضاحي مدينة ميلان الإيطالية بالإضافة إلى الطائفة الأمبروسيان المعمدانية التي نشأت في القرن السادس عشر.

## الطوائف

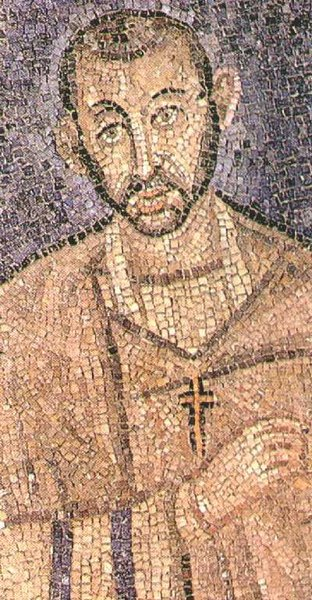
فسيفساء عتيقة للقديس أمبروس (397-337
كنيسة القديس أمبروس ،ميلان لومباردي ،إيطاليا
(احتمال ان تكون صورة حقيقية له صنعت في حياته)

في الصورة أعلاه يظهر فراتس أمبروس ادنيمس أقدم شخص من الطائفة الأمبروسية الكاثوليكية كان له أهمية عظيمة في ميلان  حيث قام الأب جورجي الحادي عشر بتعريف هذه الطائفة عن طريق رسالة (bull) موجهة إلى رهبان الكنيسة الأمبروسية خارج مدينة ميلان.
القديس أمبروس أسقف مدينة ميلان في الحقيقة لم يكن هو المؤسس الفعلي لهذه الطائفة فقد كان يعتقد أنه مهتم أكثر بالحياة الرهبانية وراقب بدايات هذه الطائفة من الأبرشية الخاصة به وقام بتزويد وتوفير اللازم من خارج أسوار مدينة ميلان الإيطالية كما ذكر القديس اوغستين في كتابه اعترافات القديس اوغستين.
القديس أمبروس كان له دور وتأثير ناجح في تطوير الحياة الأخلاقية والدينية للنساء في مدينة ميلان في وقته، عن طريق تعزيز المؤسسة للعذارى الدائمة (البتولية) وكذلك الأرامل.
توجيهات القديس أمبروس ونصائحه تم ذكرها في كتبه مثل العذارى، الأرامل، الزواج، معهد العذارى، الحث على العذرية وأخيرا تكريس العذرية.
كان أمبروس الاب الوحيد في الكنيسة الذي ترك خلفه كتابات عديدة حول هذا الموضوع وأدى اهتمامه الكبير إلى إنشاء مجتمعات أصبحت فيما بعد أديرة للنساء.
أدى ذلك إلى نهوض طائفتان دينيتن واحدة للنساء وواحدة للرجال في ميلان خلال القرنين الثالث عشر والخامس عشر متخذين القديس أمبروس راعيًا لهم ومن ثم سميت الطائفة على اسمه.

### الطائفة الأمبروسية (طائفة القديس أمبروس)
شكلت أول هذه المجموعات في إحدى غابات مدينة ميلان عن طريق ثلاثة نبلاء ميلانيين وهم الكسندر جيوفاني، أنطونيو بتراسكتا والبرت بيسوزي والذين انضموا مع الآخرين بالإضافة إلى الكهنة.
في عام 1375 قام الأب جيولوجي الحادي عشر بمنحهم قواعد القديس اوغستين وكذلك الدساتير وكما هو معروف أخذوا اسم فراتس أمبروس ادنيمس وتبنوه.
اتخذ الأمبروسيان لباس محدد يتكون من لباس علوي بلون بنيّ والصدرية أو الصدرة وأخيرًا القلنسوة.
ينتخب الإخوة رئيسًا لهم بلقب prior وتعني رئيس دير الرهبان والذي يعيّينه رئيس أساقفة ميلان.  
يقوم القديسون بالوعظ ومهام أخرى ولكن لا يتم السماح لهم بتكليف الرعايا.والطقوس التعبدية التي يتبعونها هي طقوس الأمبروسيان، تم إنشاء أديرة مختلفة على هذا الأساس ولكن دون ارتباط فعلي بينهم.
في عام 1441 قام الأب ايوجين الرابع بدمجهم في مجمع واحد اسماه مجمع القديس أمبروس ادنيمس، قام أيضًا بجعلها المقر الأصلي والرئيس لهم  
ووضع نظام للحكم بحيث يتم الاجتماع كل ثلاث سنوات لانتخاب االرئيس بناءًا عليه فإنه لا ينتخب الرئيس التالي حتى إقامة الاجتماع كل ثلاث سنوات، يساعد الرئيس المنتخب اثنان من المساعدين.
في عام، 1579  القديس تشارلز بوروميو رئيس أساقفة ميلان آنذاك في إصلاح نظامهم وأصبح أكثر نضجًا واكتمالًا.
في عام 1589، وحّد الأب سكتش الخامس مجمع القديس أمبروس مع أديرة مختلفة ليشكلوا مجموعة اسمها (أخوة رسل الحياة الزهيدة) أو أبوستوليني أو اخوة القديس برنابا التي كانت مقراتهم في جنوه في محافظة انكونا، إذًا في نهاية القرن الخامس عشر تأسست هذه الطائفة على يد جيوفاني سكاربا. وتم تأييد وتأكيد هذا الاتحاد أو الطائفة الجديدة من قبل الأب بأول الخامس في عام 1606 وبالتالي تم إضافة اسم القديس برنابا كلقب لهم واعتمدت دساتير جديدة وقُسمت دور العبادة أو مقراتهم إلى اربع مقاطعات (المقاطعة هي منطقة تحت قيادة رئيس الأساقفة أو المتروبوليتان) يذكر من هذه المقطعات اثنتان منها مقاطعة القديس كلينكس والقديس بانكماش في روما. الجدير بالذكر هنا الأعمال المكتوبة التي  تم المحافظة عليها والتي كُتبت بقلم اسكانيو تاسكا وميشيل مولوزاني واللذان كان كلاهما  رئيسًا بالإضافة إلى كتابات بقلم زاكاريا فيسكونتي، وفرانسيسكو ماريا جوازي وباولو فابولوتي.  
العديد من الأمبروسيان حصل على لقب تقديرًا لقداستهم أمثال أنطونيو جوانزاغا من مدينة مانتوفا وفيليبو من مدينة فيرمو وجيراردو من مينة مونزا، في النهاية تم حل هذه الطائفة على يد الأب انوسنت العاشر في عام 1650.

### الراهبات
كما الأخوة الأمبروسيان لبست الأخوات الأمبروسيان ملابس محددة ومشابهة باللون وذلك تطبيقًا للدستور والقواعد الأمبروسية لكنهن منفصلات في الحكم عن الإخوان الأمبروسيان.
أعطى الأب سكتش الرابع الراهبات حقوقهن في عام 1474، حيث كان لهن دير وحيد على قمة مونتي فاريزي بقرب لاغو ماجوري وهو مقر مؤسسة المباركة كاترينا موريغا التي عاشت الرهبنة فيه لأول مرة. ومن أسماء الراهبات الأوائل جوليانا بوريسلي المباركة، بينديتا بيميا ولوسيا الكاتيا واللاتي تمت مباركتهن من قبل القديس تشارلز بوروميو.
تأسست مجموعة أخرى من الراهبات (راهبات القديس أمبروس) والتي كانت تسمى انيوسياتي (بالايطالية: Annuziate) في منطقة لومباردي وكان يطلق عليهن أيضًا راهبات القديسة مارسيلنا والتي وُجدت على يد ثلاث فتيات من بافيا وهن دوروثيا موروسيني، اليونورا كونتاريني وأخيرًا فيروبيكا دودي وكما هي العادة تم توحيد الاديرة أو دور العبادة المنتشرة في أنحاء لومباردي وفينسيا في مجمع أو دير واحد من قبل القديس بيوس الخامس بموجب قوانين القديس اوغستين إلى منزل أو دير أو مقر الراهبات في مدينة بافيا والذي هو نفسه مقر إقامة الرئيس.
توفيت القديسة كاترين فيسشي ادورنو والتي هي واحدة من هذه الطائفة في 14 سبتمبر عام 1510

### نذر (قربان) القديس أمبروس والقديس تشارلز
في أقوال أخرى الأمبروسيان هم جماعة دينية اجتماعية أبرشية أسسها القديس تشارلز بوروميو رئيس أسقف مدينة ميلان السابق ذكره، كل القديسين والمرشحين بأن يكونوا قديسين أخذوا على أنفسهم نذرًا بأن يطيعوا الأسقف. إذًا فكرة هذا المجمع كانت موجودة بالفعل في منطقة بريشيا تحت اسم كهنة السلام.  
في عام 1578 شهر أغسطس تم افتتاح هذه الطائفة بشكل رسمي وتكلّفت من كنيسة القيامة وأُعطيت اسمًا (نذر القديس أمبروس) في وقت لاخق حصلت هذه الطائفة على مباركة غريغوري الثالث عشر ظ
توفي القديس تشارلز في عام 1584، تمت تفرقة هذه الطائفة أو النذر من قبل نابليون عام 1810  بينما نجت مجموعة تسمى نذر السيدة  مريم العذراء  من هذا المصير.
أُعيد تنظيم الطائفة مجددًا في عام 1848 وأطلقوا على أنفسهم نذر القديس تشارلز بالإضافة إلى إعادة تخصيص مكان المدفن المقدس
أُنشئت خلال القرن التاسع عشر مجموعاتها وطوائف مشابهة في عدد من البلدان من ضمنها نذر القديس تشارلز التي أسسها الكاردينال نيكولاس وايزمان.